# Musorščik
Musorščik (Мусорщик) è un film del 2001 diretto da Georgij Šengelija.

## Trama
Il film racconta la relazione tra uno spazzino e una ragazza che si sono incontrati vicino a Mosca.